# Цукров, Никица
Никица Цукров (хорв. Nikica Cukrov; род. 6 марта 1954, Шибеник) — югославский футболист и хорватский тренер.

## Карьера игрока

### Клубная
Воспитанник школы «Шибеника». В возрасте 17 лет дебютировал в составе клуба во Второй лиге, в 1975 году перешёл в «Риеку», где за четыре года провёл 135 игр и забил 11 голов. Дважды выигрывал с клубом Кубок Югославии в 1978 и 1979 годах. В 1980 году перебрался в сплитский «Хайдук», за который провёл 90 игр и забил три гола, выиграв в 1984 году Кубок Югославии. В 1985 году уехал во Францию в «Тулон», но уже по окончании сезона вернулся в «Шибеник», где и завершил карьеру.

### В сборной
В сборной сыграл 17 встреч с 1977 по 1983 годы, выступал на Олимпиаде 1980 года в Москве (провёл 6 игр). Выиграл Средиземноморские игры 1979 года с командой.

## Карьера тренера
После карьеры игрока устроился на работу тренером. Некоторое время руководил любительской сборной Далмации на Кубке регионов УЕФА. Возглавлял команды «Самобор», «Шибеник», «Пазинка», «Задар», был помощником тренера в сборной до 18 и до 19 лет.